# Nicanor Duarte Frutos
Óscar Nicanor Duarte Frutos (født 11. oktober 1956 i Coronel Oviedo, Paraguay) var frem til 15. august 2008 præsident i Paraguay. Han blev valgt i 2003 for det dominerende parti Asociacion Nacional Republicana, populært kaldet Partido Colorado, som har haft magten i landet siden 1947.
Duarte Frutos er uddannet i jura og filosofi og har tidligere arbejdet som docent og journalist. Han var uddannelsesminister i regeringerne Juan Carlos Wasmosy (1993-1998) og Luis Angel Gonzalez Macchi (1999-2003).